# Mansion House (Dublin)

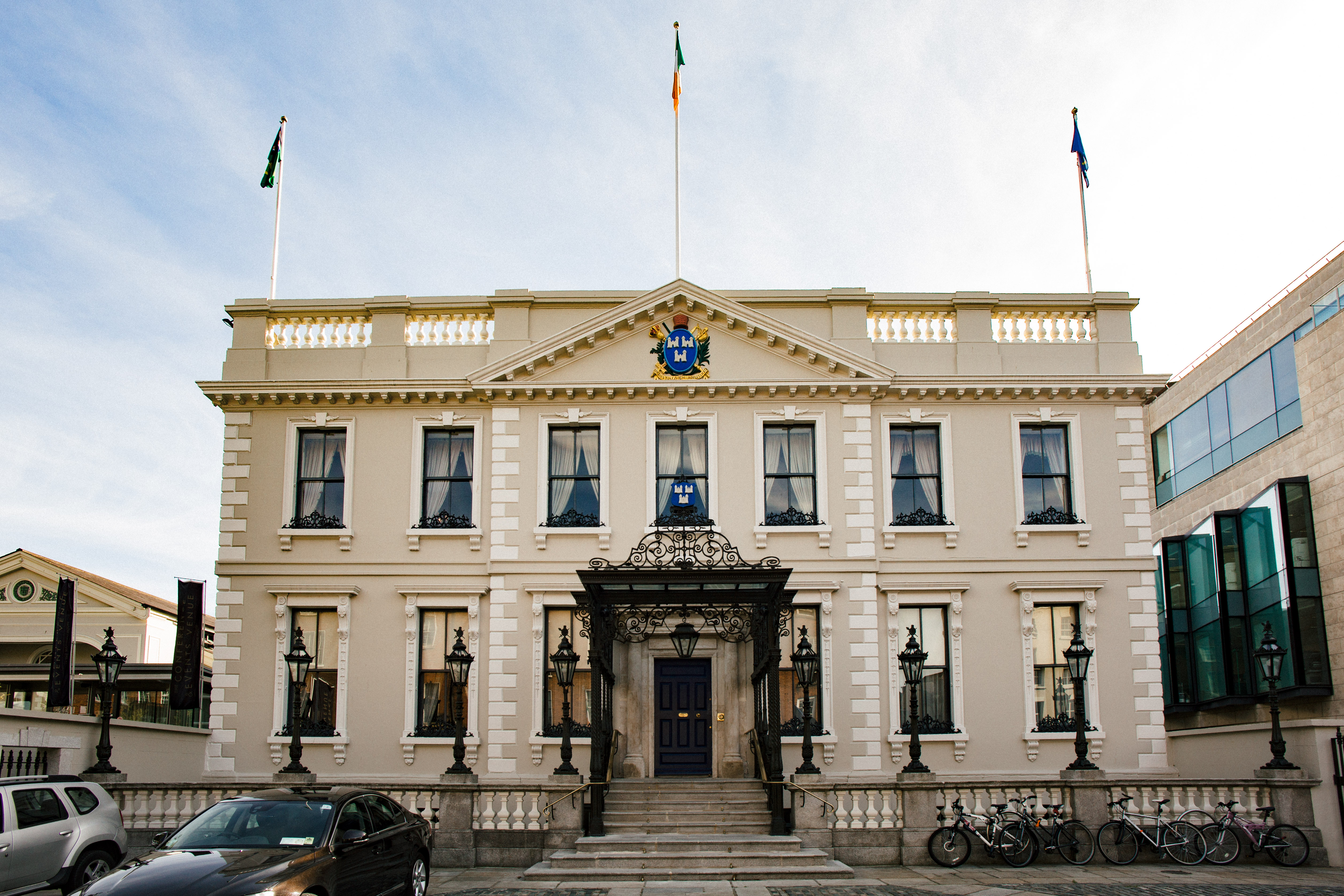
Mansion House Dublin

Das Mansion House in Dublin (irisch Teach an Ard-Mhéara), Dawson Street 2, ist seit 1715 der offizielle Amtssitz des Lord Mayor of Dublin. Von 1919 bis 1922 war es zugleich der Sitz des irischen Unterhauses, des Dáil Éireann. 
Der Kaufmann Joshua Dawson ließ ab 1705 vor den damaligen Toren Dublins im Marschland ein massives Ziegelgebäude errichten, das dann im klassizistischen Queen-Anne-Stil bis 1710 ausgeführt wurde. 1715 wurde das Gebäude von der Dublin Corporation (der Stadt Dublin) als Sitz für den Bürgermeister, dem Lord Mayor of Dublin, für 3500 £ (Pfund Sterling) erworben. 1821 wurde der sog. Round Room (ein größerer Gebäudeteil) für den Besuch von König Georg IV. innerhalb von sechs Wochen angebaut. 

## Lage
Mansion House liegt etwa 80 Meter nördlich des Parks St. Stephen’s Green und südlich der anglikanischen St. Ann’s Church und der Royal Irish Academy an der R138 (Dawson Street). 
1930 sollte das Gelände neu bebaut und Mansion House dafür abgerissen werden. 

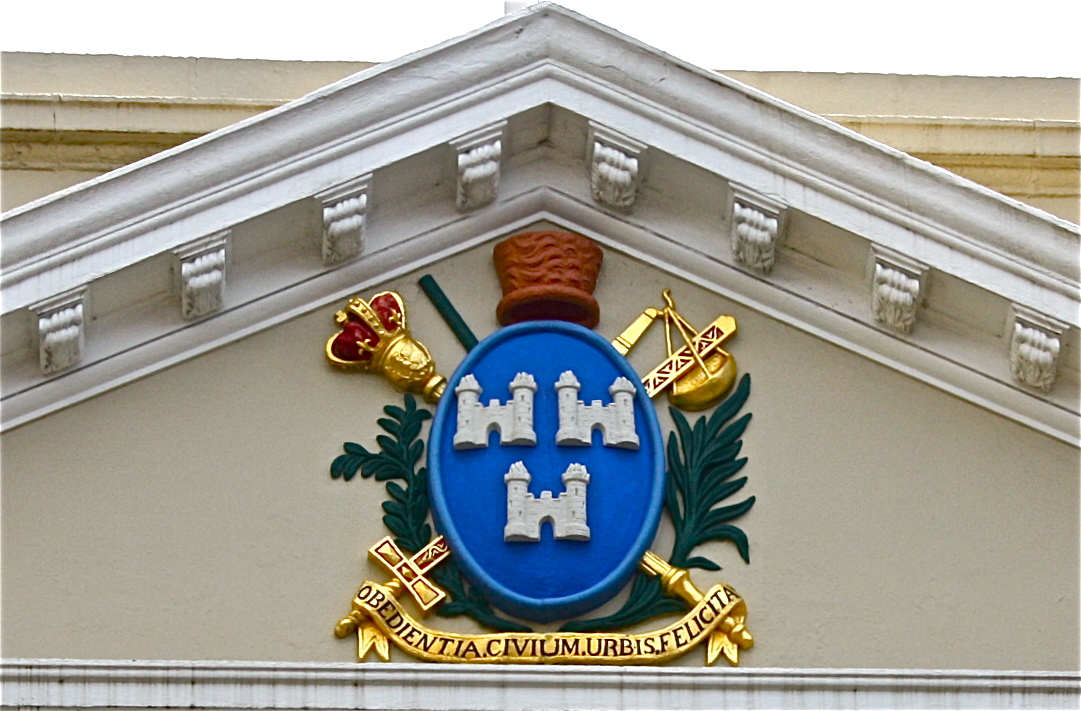
Wappen von Dublin mit Szepter, Gerichtsschwert und Waage und bekrönt mit der Cap of Maintenance im Tympanon über dem Eingang
mit dem Wahlspruch OBEDIENTIA·CIVIUM·URBIS·FELICITAS deutsch: Der Gehorsam der Bürger ist das Glück der Stadt

## Geschichte
Das Dubliner Mansion House wurde etwa 15 Jahre vor dem Bürgermeistergebäude in London (Mansion House (London)) errichtet und ist das älteste freistehende Gebäude in Dublin.
Der Round Room wurde ab 1919 für etwa drei Jahre für das irische Parlament genutzt. Dort wurde die irische Unabhängigkeit am 21. Januar 1919 proklamiert. Im Dezember 1921 wurde hier der Anglo-irische Vertrag ratifiziert. 
Sowohl bei der Feier des fünfzig- als auch des hundertjährigen Bestehens des Dáil Éireann kam es im Round Room zu einer gemeinsamen Sitzung von Unterhaus (Dáil) und Oberhaus (Seanad Éireann), bei denen jeweils der irische Präsident (1969 Eamon de Valera und 2019 Michael D. Higgins) Ansprachen hielten. 